# Korenčan
Korenčan je priimek v Sloveniji, ki ga je po podatkih Statističnega urada Republike Slovenije na dan 1. januarja 2010 uporabljalo 139 oseb.

## Znani nosilci priimka
- Darja Korez Korenčan (*1960), TV voditeljica in pisateljica
- Klara Korenčan, sabljačica
- Majda Korenčan Odar (1905−1999), pevka sopranistka
- Minka Korenčan (1920−2009), pesnica
- Viktor Korenčan, udeleženec Zbora odposlancev slovenskega naroda v Kočevju